# Stundenuhr

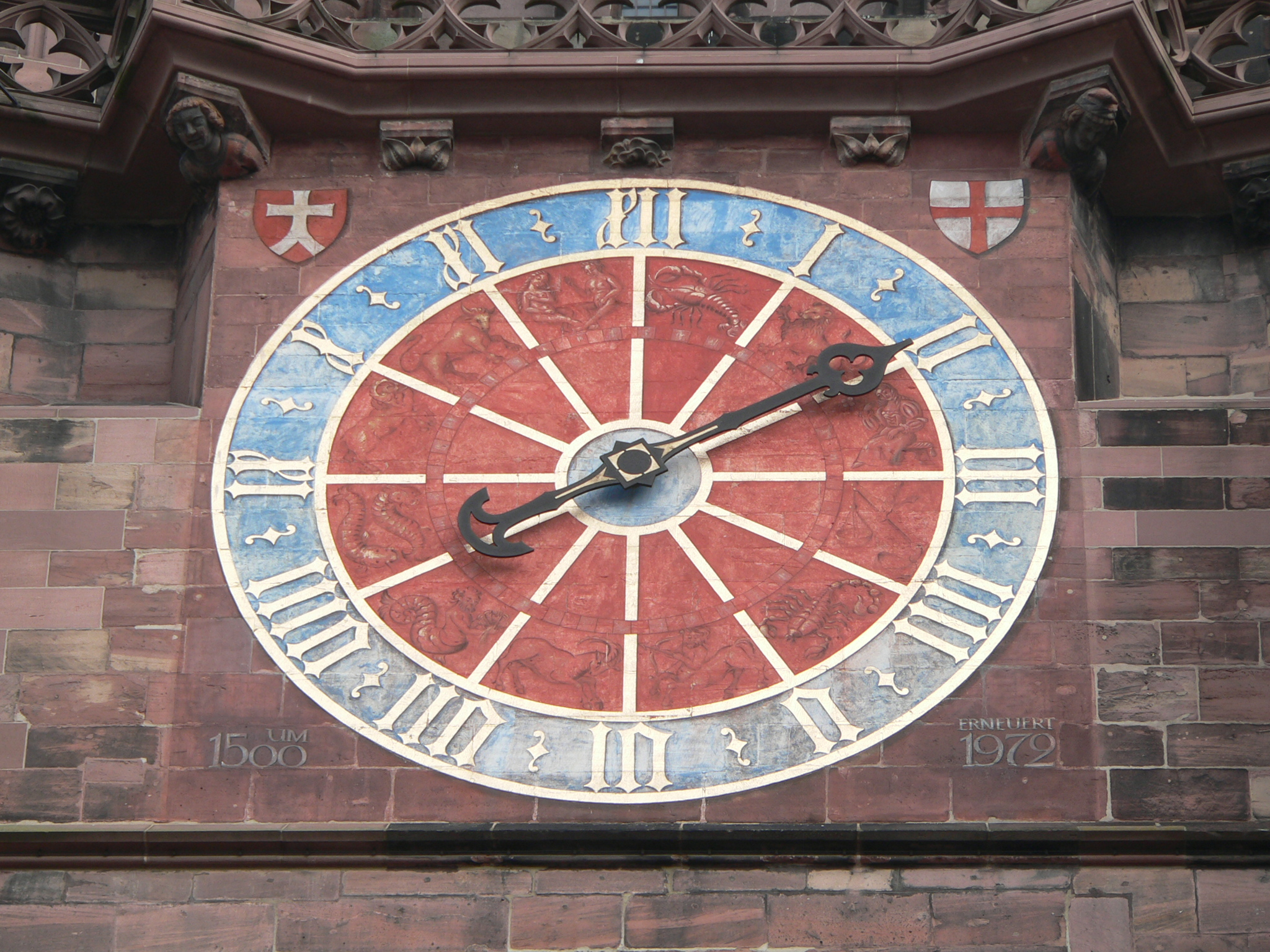
Stundenuhr am Freiburger Münster

Eine Stundenuhr (Langform seit dem 18. Jahrhundert, vom 15. Jahrhundert an Stunduhr) ist eine Uhr, die nur volle Stunden anzeigt.
In Klöstern wurden Stundenuhren genutzt, um ein mechanisches Instrument (Schlagstab oder Stundenglocke) anzutreiben, mit dem Mönche zum Stundengebet geweckt bzw. gerufen werden konnten. Die Stunduhr als Räderuhr war der Nachfolger des Stundenglases oder der Sanduhr wie auch der Wasseruhr.
Frühe Ein-Zeiger-Uhren als Turmuhren schlugen über eine Glocke die Stunde. Erst mit der Weiterentwicklung der Räderuhren und ihrer immer größer werdenden Genauigkeit entwickelten sich die Stundenuhren zu Viertelstundenuhren weiter.